# Slovní fotbal
Slovní fotbal nebo též slovní kopaná je ústní nebo počítačová hra procvičující slovní zásobu. Princip hry je zcela jednoduchý. Jde o to navázat na vyřčené slovo slovem takovým, aby se shodovalo poslední písmeno, poslední 2 písmena nebo celá slabika se slovem následujícím.

## Historie slovního fotbalu
Nelze přesně určit, v které době tato hra vznikla. Žádné doložené informace o tom nejsou, a to protože se jedná o obecnou lidovou zábavu.

## Herní pomůcky
Oblíbenost hry u dětí je dána její nenáročností, není potřeba žádných pomůcek a lze ji hrát ve vlaku, doma, za chůze, téměř kdekoli.

## Varianty slovního fotbalu
Dnes je rozšířeno několik variant slovního fotbalu. Některé byly zpracovány i jako počítačové hry.
- Základní varianta slovního fotbalu - hledání slova začínajícího na stejné písmeno (2 písmena nebo slabiku) jako slovo předchozí. Tato varianta může být ztížena např. použitím pouze nějaké oblasti slov např. zvířata, názvy měst apod.
- Tichý slovní fotbal je zajímavou variantou slovního fotbalu. Jedná se o stejný princip jako u základní varianty, jen se slova nevyslovují přímo, ale popisují se oklikou.

Příklad:
- Myšlené slovo - rybník - popis hráče - chovají se tam ryby
- Myšlené slovo - ikarus - popis hráče - značka autobusů
- Myšlené slovo - ústa   - popis hráče - část obličeje

Takto mohou vznikat různé varianty toho, co si dotyčný myslel a může být použito i jiné slovo. V případě nejasností se řekne STOP a hráči si vyjasní poslední použitá slova. Kdo udělal chybu (např. navázal na nesprávné slovo) prohrává.
Variant slovního fotbalu se najde celá řada. Některé mohou také sloužit jako pomůcka pro výuku cizích jazyků.